# Diviziune (biologie)
Diviziunea este un rang taxonomic în clasificarea biologică care este folosit în mod diferit în zoologie și în botanică.
În botanică și micologie, diviziunea este un rang echivalent cu încrengătura. Utilizarea oricărui termen este permisă conform Codului Internațional de Nomenclatură Botanică și ambele sunt frecvent utilizate în literatura de specialitate.
Principalele diviziuni de plante terestre, în ordinea în care acestea probabil au evoluat, sunt Marchantiophyta, Anthocerotophyta, Bryophyta (mușchi), Filicophyta (ferigi), Sphenophyta, Cycadophyta (cicade), Ginkgophyta (ginkgo), Pinophyta (conifere), Gnetatae (gnetofite) și Magnoliophyta (angiosperme, plante cu flori). Plantele cu flori domină acum ecosistemele terestre, cuprinzând 80% din speciile de plante vasculare.
În zoologie, termenul de diviziune se aplică unui rang opțional subordonat infraclasei și supraordonat cohortei. O clasificare utilizată pe scară largă (de exemplu, Carroll 1988) recunoaște peștii teleosteeni ca diviziunea Teleostei din clasa Actinopterygii. Mai puțin frecvent (precum în Milner 1988), tetrapodele extante sunt clasificate ca diviziunile Amphibia și Amniota în clada vertebratelor cu membre cărnoase (Sarcopterygii).